# City (obra de arte)
City é uma gigantesta obra de land art realizada pelo artista norte-americano Michael Heizer. Localizada em Garden Valley, um vale desértico na área rural do condado de Lincoln no Nevada, Estados Unidos, estende-se por mais de 1500 m de largura por 2600 m de comprimento e é a maior obra de arte contemporânea jamais feita.
O trabalho nesta obra começou em 1972, tendo demorado 50 anos até ficar completo, e custou cerca de 40 milhões de dólares. City é gerida pela Triple Aught Foundation e abriu ao público em 2 de setembro de 2022, mas apenas por marcação e a um máximo de seis visitantes por dia.
City tenta sintetizar monumentos antigos, minimalismo e tecnologia industrial. A inspiração de Heizer terá vindo da sua visita ao Iucatão e ao estudo das construções de Chichen Itza.